# Józef Szostak

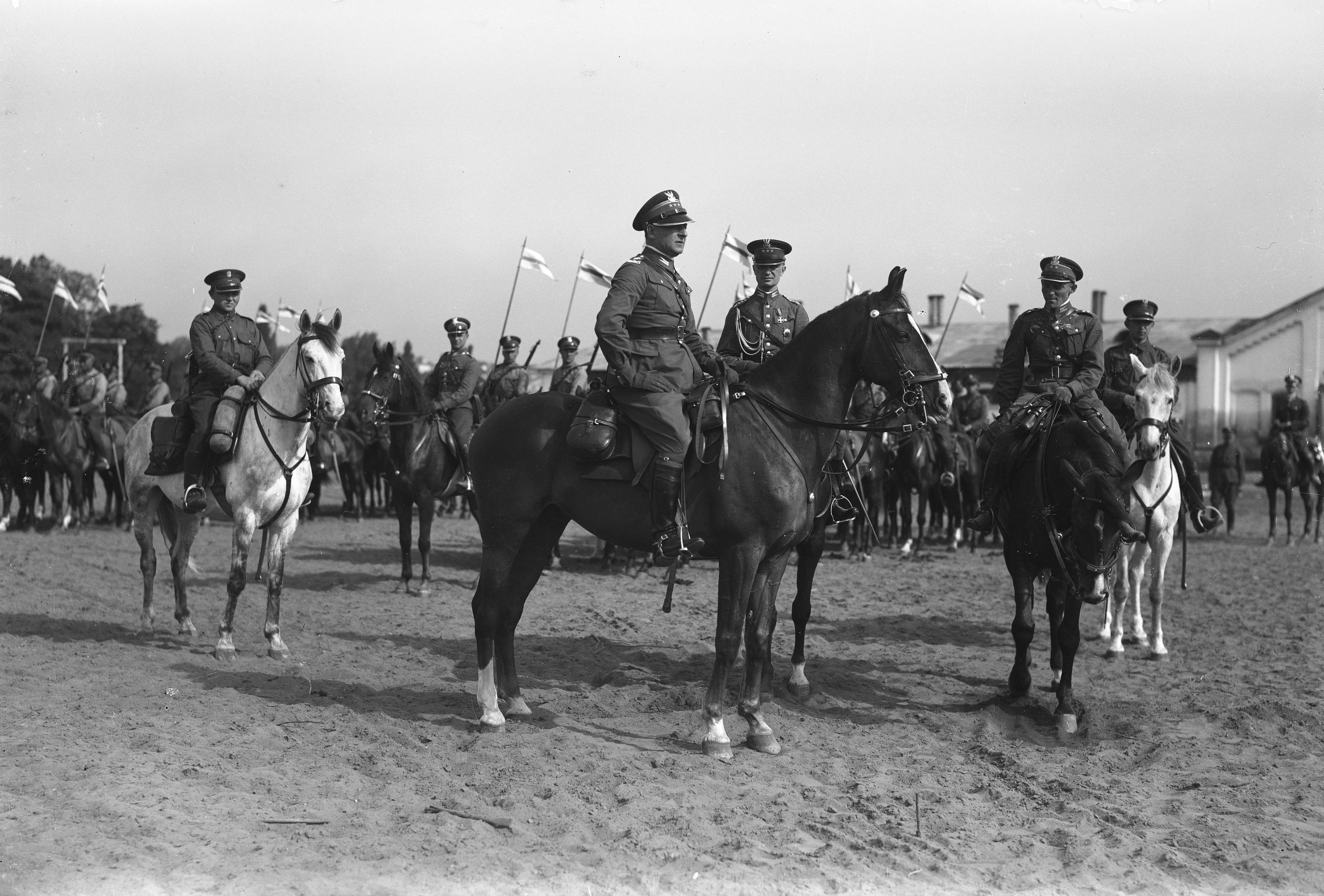
Na pierwszym planie płk Bolesław Wieniawa-Długoszowski. Najbliżej niego rtm. Józef Szostak. Trzeci z prawej konno por. Mieczysław Bigoszewski

Józef Szostak ps. Filip (ur. 25 lutego 1897 w Józefowie, zm. 11 lutego 1984 w Łodzi) – polski pułkownik dyplomowany kawalerii Wojska Polskiego, kawaler Orderu Virtuti Militari.

## Życiorys
Urodził się 25 lutego 1897 roku w Józefowie, w ówczesnym powiecie błońskim guberni warszawskiej, w rodzinie Antoniego (zm. 1929), urzędnika cukrowni, i Jadwigi z Bergerów. Był bratem Zygmunta (1887–1967), podporucznika piechoty pospolitego ruszenia, Bronisława (1894–1939), podpułkownika dyplomowanego piechoty Wojska Polskiego, Stanisława (1899–1948), podporucznika piechoty rezerwy, Adama Ludwika (1902–1919), szwoleżera 1 pułku szwoleżerów, i Ludwika (ur. 1904) – zmarłego w dzieciństwie.
Uczył się w Szkole Filologicznej Ziemi Warszawskiej, następnie został przeniesiony przez ojca do warszawskiej szkoły handlowej Edwarda Rontalera. W 1915 roku zdał maturę. 
Od 1915 roku walczył w szeregach 1 pułku ułanów Legionów Polskich. Od 5 lutego do 31 marca 1917 roku był słuchaczem kawaleryjskiego kursu oficerskiego przy 1 pułku ułanów w Ostrołęce. Kurs ukończył z wynikiem dobrym. Posiadał wówczas stopień starszego ułana. Latem tego roku, po kryzysie przysięgowym, został internowany w Szczypiornie.
Od 16 grudnia 1922 roku był dowódcą Szwadronu Przybocznego Prezydenta RP. 4 stycznia 1932 roku został powołany do Wyższej Szkoły Wojennej w Warszawie, w charakterze słuchacza Kursu 1931–1933. Z dniem 1 października 1933 roku, po ukończeniu kursu i otrzymaniu tytułu naukowego oficera dyplomowanego, został przeniesiony do dowództwa 2 Dywizji Kawalerii w Warszawie na stanowisko szefa sztabu. 24 stycznia 1934 roku został mianowany podpułkownikiem ze starszeństwem z dniem 1 stycznia 1934 roku i 8. lokatą w korpusie oficerów kawalerii. 21 marca 1935 roku został przeniesiony do 1 pułku szwoleżerów Józefa Piłsudskiego w Warszawie na stanowisko zastępcy dowódcy pułku. W latach 1936–1939 był kierownikiem Samodzielnego Referatu „Wschód” w Oddziale III Sztabu Głównego i współtwórcą planu „Zachód”. W lipcu 1939 roku został dowódcą 13 pułku Ułanów Wileńskich. Na jego czele walczył w kampanii wrześniowej.
Od 1940 roku w konspiracji. Od 1941 roku w Oddziale III Komendy Głównej AK. Szef III Oddziału Operacyjnego Komendy Głównej AK, Szef Operacji i I zastępca Szefa Sztabu KG Armii Krajowej. 1 października 1943 roku otrzymał awans na stopień pułkownika dyplomowanego od Naczelnego Wodza gen. Kazimierza Sosnkowskiego. 4 i 5 września 1944 roku pełnił obowiązki szefa Sztabu KG AK. Po kapitulacji powstania warszawskiego dostał się do niemieckiej niewoli. Do wiosny 1945 roku przebywał w Oflagu II C Woldenberg jako jeniec nr 101402.
W latach 1946–1950 był dyrektorem Kopalń Glin Ogniotrwałych w Górnym Ujeździe i Jaroszowie. W latach 1950–1955 był więziony przez reżim komunistyczny kolejno w więzieniach w Warszawie, Barczewie i Iławie. Wyrokiem Sądu Wojewódzkiego dla m.st. Warszawy z 26 stycznia 1953 roku skazany na 6 lat więzienia i 8 lat utraty praw obywatelskich. 24 lutego 1955 roku przedterminowo zwolniony z więzienia. 1 lutego 1958 roku postanowieniem Sądu Najwyższego został zrehabilitowany. Po opuszczeniu więzienia wrócił do Rudy Pabianickiej. Pracował w Przedsiębiorstwie Instalacji Sanitarnych nr 4 do momentu przejścia na emeryturę w 1962 roku. Pod koniec życia został członkiem honorowym Konfederacji Polski Niepodległej. W jego domu znajdowała się podziemna drukarnia. W czerwcu 1981 roku gościł u siebie przywódców KPN: Leszka Moczulskiego, Romualda Szeremietiewa i Tadeusza Stańskiego.
Zmarł 11 lutego 1984 roku w Łodzi. Został pochowany na cmentarzu parafii św. Józefa w Rudzie Pabianickiej.

## Ordery i odznaczenia
- Krzyż Złoty Orderu Wojennego Virtuti Militari nr 54 (18 sierpnia 1944 roku)
- Krzyż Srebrny Orderu Wojskowego Virtuti Militari (1921)[15]
- Krzyż Niepodległości (12 maja 1931)[16]
- Krzyż Kawalerski Orderu Odrodzenia Polski (1938)
- Krzyż Walecznych (sześciokrotnie)
- Srebrny Krzyż Zasługi (7 grudnia 1927)[17]
- Medal Pamiątkowy za Wojnę 1918–1921[18]
- Medal Dziesięciolecia Odzyskanej Niepodległości[18]
- Odznaka za Rany i Kontuzje (z dwiema gwiazdkami)[18]
- Odznaka 1. Pułku Szwoleżerów Józefa Piłsudskiego[18]
- Krzyż Kawalerski Orderu Gwiazdy Rumunii (Rumunia)[18]